# Adam Lityński
Adam Jerzy Lityński (* 2. ledna 1940 ve Lvově) je polský právní historik a vysokoškolský profesor.
Zabývá se zejména dějinami komunistického práva.

## Dílo
- Historia ustroju i prawa Polski Ludowej. Warszawa, 2000. (s Marianem Kallasem)
- Prawo Rosji i ZSRR 1917-1991 czyli historia wszechzwiązkowego komunistycznego prawa (bolszewików). Krótki kurs. Warszawa 2010.